# Divisiones en el sumo profesional
El sumo profesional es administrado por la Asociación Japonesa de Sumo. La asociación clasifica a los luchadores en seis divisiones distintas. Los luchadores son promovidos o degradados dentro de estas divisiones de acuerdo al mérito obtenido en las victorias o derrotas registradas tras los torneos oficiales (honbasho). Si un luchador ha registrado más victorias que derrotas entonces este obtiene lo que se conoce como un kachi-koshi, en el caso contrario, un luchador obtiene un make-koshi si este ha registrado más derrotas que victorias. Los luchadores también están clasificados dentro de las mismas divisiones. Mientras más alto sea el rango de un luchador en una división, el nivel general de sus oponentes ira en aumento. De acuerdo a la tradición, cada rango esta luego subdivido en dos, Este y Oeste respectivamente, siendo el Este el cual tiene un poco más de prestigio, clasificado por encima del Oeste. Las divisiones, clasificadas en orden jerárquico de la más alta a la más baja son las siguientes:

## Makuuchi

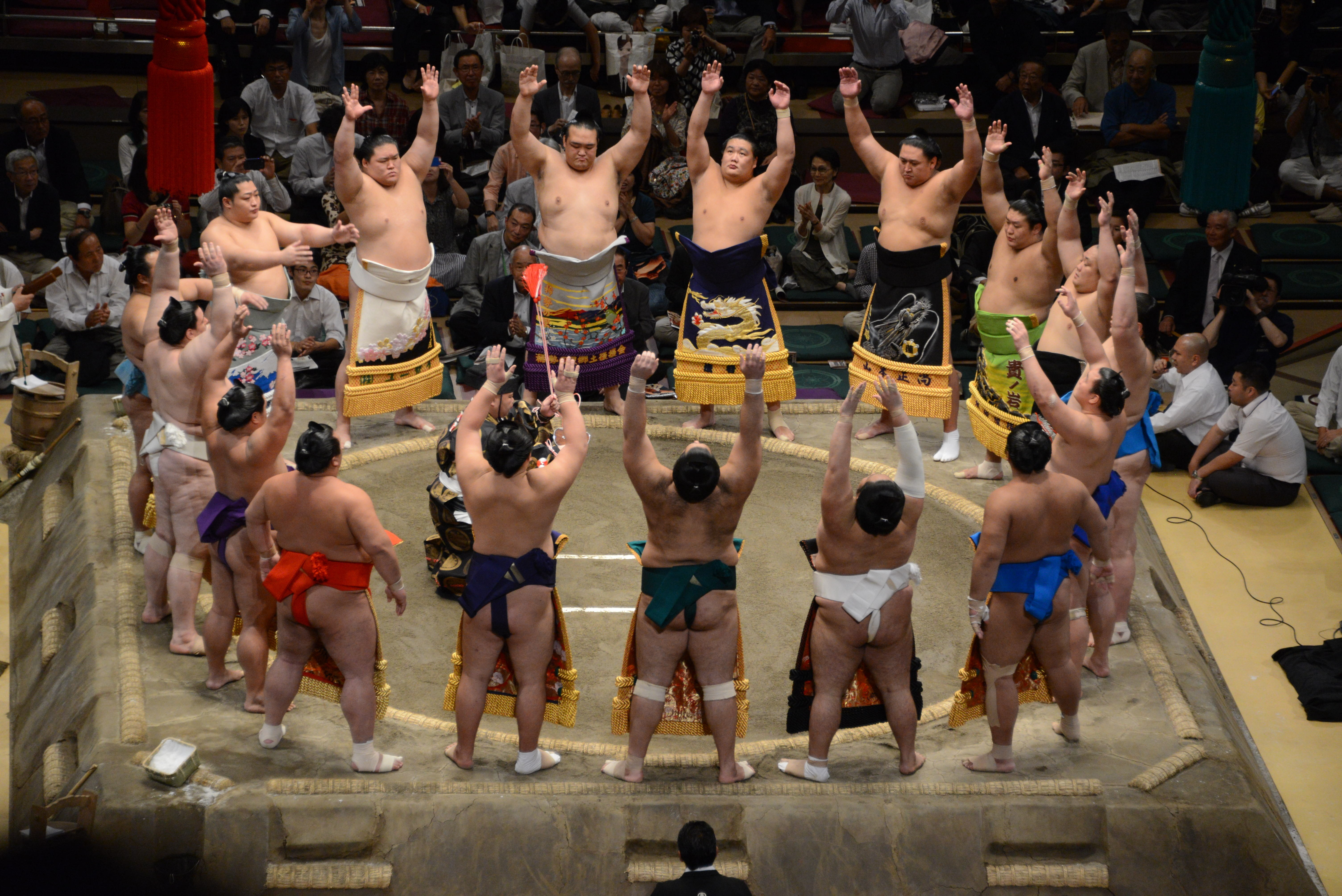
Ceremonia de entrada al ring (dohyō-iri) del makuuchi.

El makuuchi (幕内), o makunoichi (の内), es la división más alta en el sumo profesional. El número de luchadores en esta división esta fijado en cuarenta y dos y estos están clasificados de acuerdo a su rendimiento en los torneos previos. En lo más alto de la división se encuentran los cuatro rangos más importantes, conocidos como los "titulares" o "campeones", este pequeño grupo es denominado el san'yaku, y está compuesto por el yokozuna, ōzeki, sekiwake y komusubi. Existen entre ocho y doce luchadores en estos rangos, mientras que el resto, llamados los maegashira, están clasificados numéricamente en orden descendente. Esta es la única división que es transmitida en vivo dentro de la programación oficial de la cadena de televisión NHK, cubriendo el evento tanto japonés como en inglés. Las divisiones más bajas son retransmitidas a través de servicios de streaming como Abema.
El término makuuchi significa literalmente "detrás del telón", haciendo referencia a los comienzos del sumo profesional cuando los luchadores de más alto rango se les permitía sentarse en un área cubierta por un telón antes de aparecer en sus combates. El término makuuchi también se puede utilizar para referirse a las dos divisiones más altas en el sumo profesional (makuuchi y jūryō), ya que los luchadores en estas divisiones son los únicos que reciben un salario de parte de la Asociación Japonesa de Sumo, a diferencia de los de bajo rango.
| Banzuke de rikishi activos en el Makuuchi - Nagoya Basho 2025 | Banzuke de rikishi activos en el Makuuchi - Nagoya Basho 2025 | Banzuke de rikishi activos en el Makuuchi - Nagoya Basho 2025 | Banzuke de rikishi activos en el Makuuchi - Nagoya Basho 2025 |
| ------------------------------------------------------------- | ------------------------------------------------------------- | ------------------------------------------------------------- | ------------------------------------------------------------- |
| Yokozuna                                                      | Ozeki                                                         | Sekiwake                                                      | Komusubi                                                      |
| Hōshōryū Ōnosato                                              | Kotozakura                                                    | Daieishō Kirishima Wakatakakage                               | Ōshōma Takayasu                                               |

| Maegashira #1          | Maegashira #2 | Maegashira #3     | Maegashira #4     | Maegashira #5    |
| Aonishiki Wakamotoharu | Ōhō Abi       | Ōnokatsu Kinbōzan | Hakuōhō Tamawashi | Hiradoumi Meisei |

| Maegashira #6       | Maegashira #7 | Maegashira #8          | Maegashira #9  | Maegashira #10 |
| Takerufuji Gōnoyama | Tobizaru Endō | Sadanoumi Ichiyamamoto | Ura Chiyoshōma | Atamifuji Rōga |

| Maegashira #11       | Maegashira #12      | Maegashira #13    | Maegashira #14    | Maegashira #15      | Maegashira #16 | Maegashira #17  |
| Takanoshō Tokihayate | Midorifuji Asakōryū | Churanoumi Shōdai | Kusano Fujinowaka | Kotoshōhō Hidenoumi | Kayō Mitakeumi | Kotoeihō Shishi |

## Jūryō

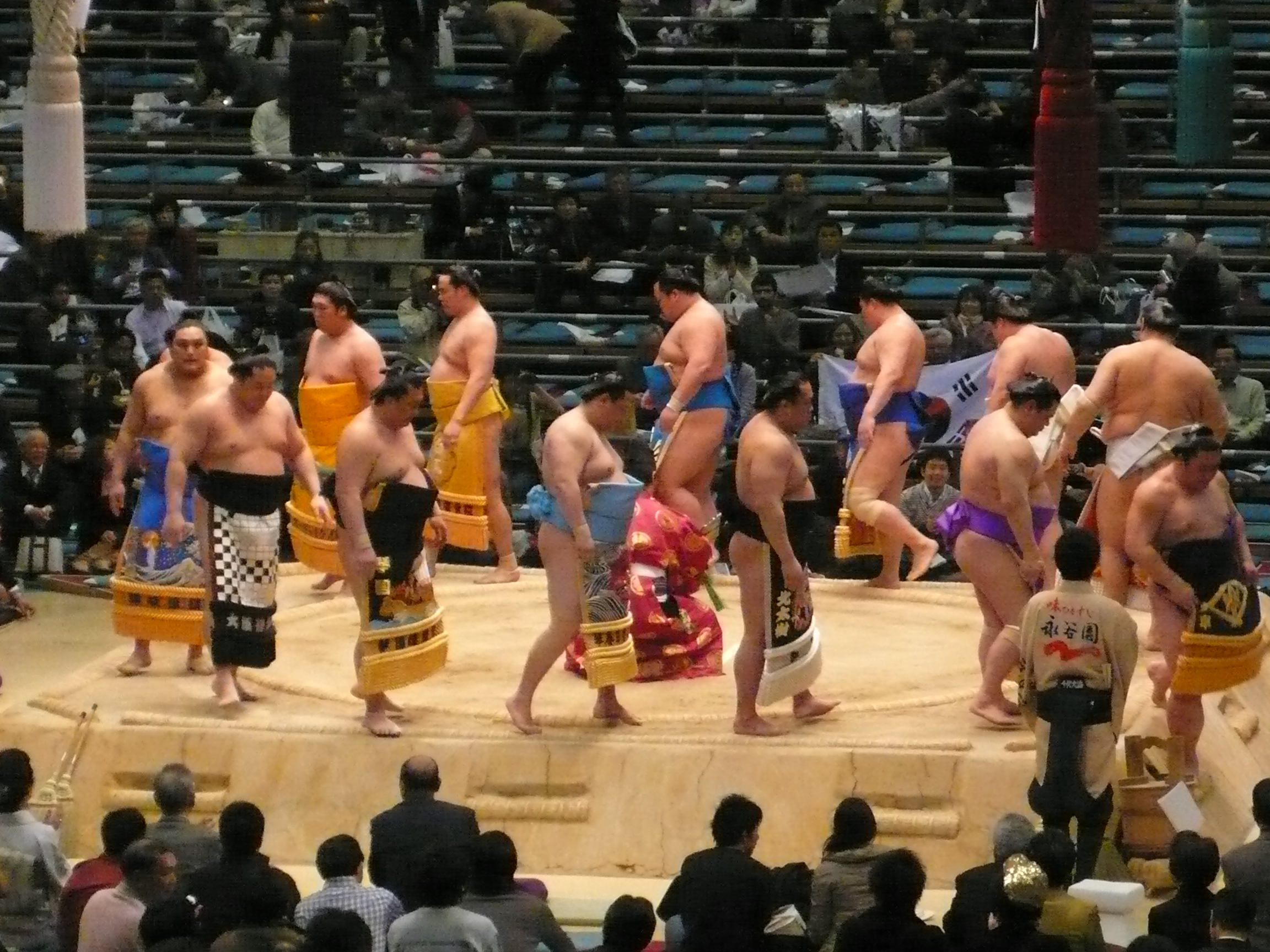
Ceremonia de entrada al ring (dohyō-iri) del jūryō.

El jūryō (十両) es la segunda división más alta en el sumo profesional, contando con una cantidad de luchadores fijada en veintiocho. El término jūryō significa literalmente "diez ryō" lo cual hace referencia a la cantidad de dinero que un luchador de esta división esperaba recibir en el pasado. El nombre oficial de la segunda división es en realidad jūmaime (十枚目), significando "décimo puesto" y este puede ser escuchado y leído tanto en los anuncios oficiales como también en algunos documentos, sin embargo, dentro y fuera del mundo del sumo, el término más utilizado es el de jūryō. Los luchadores del jūryō y el makuuchi son conocidos como sekitori. Los luchadores del jūryō, al igual que los del makuuchi, reciben un salario mensual de parte de la Asociación Japonesa de Sumo así como también otros beneficios asociados a su rango de sekitori, o como miembro de las dos divisiones más altas del sumo profesional. Los luchadores de sumo clasificados en las divisiones por debajo del jūryō son considerados como luchadores "en entrenamiento" y estos reciben una pequeña subvención en vez de un salario.
Los luchadores del jūryō, junto a sus contrapartes del makuuchi, son los únicos luchadores que compiten durante quince combates en todos los torneos oficiales. En el caso de la retirada de un luchador del makuuchi por una lesión, a los luchadores del jūryō que se encuentren en lo más alto de su división se les da la oportunidad de combatir con un luchador de la división más alta, es decir, del makuuchi. Estos combates entre el jūryō y el makuuchi tampoco son poco comunes de cara al cierre de un torneo, teniendo como objetivo el establecer una mejor promoción o degradación entre los individuos de las dos divisiones.
Una vez que un luchador es promovido al jūryō, este es considerado como un luchador profesional, obteniendo así el derecho a un salario y a ciertos privilegios. Así mismo, las promociones al jūryō son anunciadas justo unos días después de finalizado un torneo, mientras que las promociones en otros rangos menores por lo general son anunciadas varias semanas después.
| Banzuke de rikishi activos en el Jūryō - Nagoya Basho 2025 | Banzuke de rikishi activos en el Jūryō - Nagoya Basho 2025 | Banzuke de rikishi activos en el Jūryō - Nagoya Basho 2025 | Banzuke de rikishi activos en el Jūryō - Nagoya Basho 2025 |
| ---------------------------------------------------------- | ---------------------------------------------------------- | ---------------------------------------------------------- | ---------------------------------------------------------- |
| Jūryō #1                                                   | Jūryō #2                                                   | Jūryō #3                                                   | Jūryō #4                                                   |
| Nishikigi Ryūden                                           | Shōnannoumi Tomokaze                                       | Ōshōumi Tamashōhō                                          | Tochitaikai Shirokuma                                      |

| Jūryō #5            | Jūryō #6          | Jūryō #7            | Jūryō #8           | Jūryō #9               |
| Tōhakuryū Hakuyozan | Hitoshi Daiseizan | Kagayaki Takarafuji | Kazekenō Fujiseiun | Nishikifuji Tsurugishō |

| Jūryō #10        | Jūryō #11   | Jūryō #12         | Jūryō #13          | Jūryō #14            |
| Mitoryū Nabatame | Shiden Mita | Shimanoumi Ōtsuji | Hatsuyama Daiamami | Kōtokuzan Miyanokaze |

## Makushita

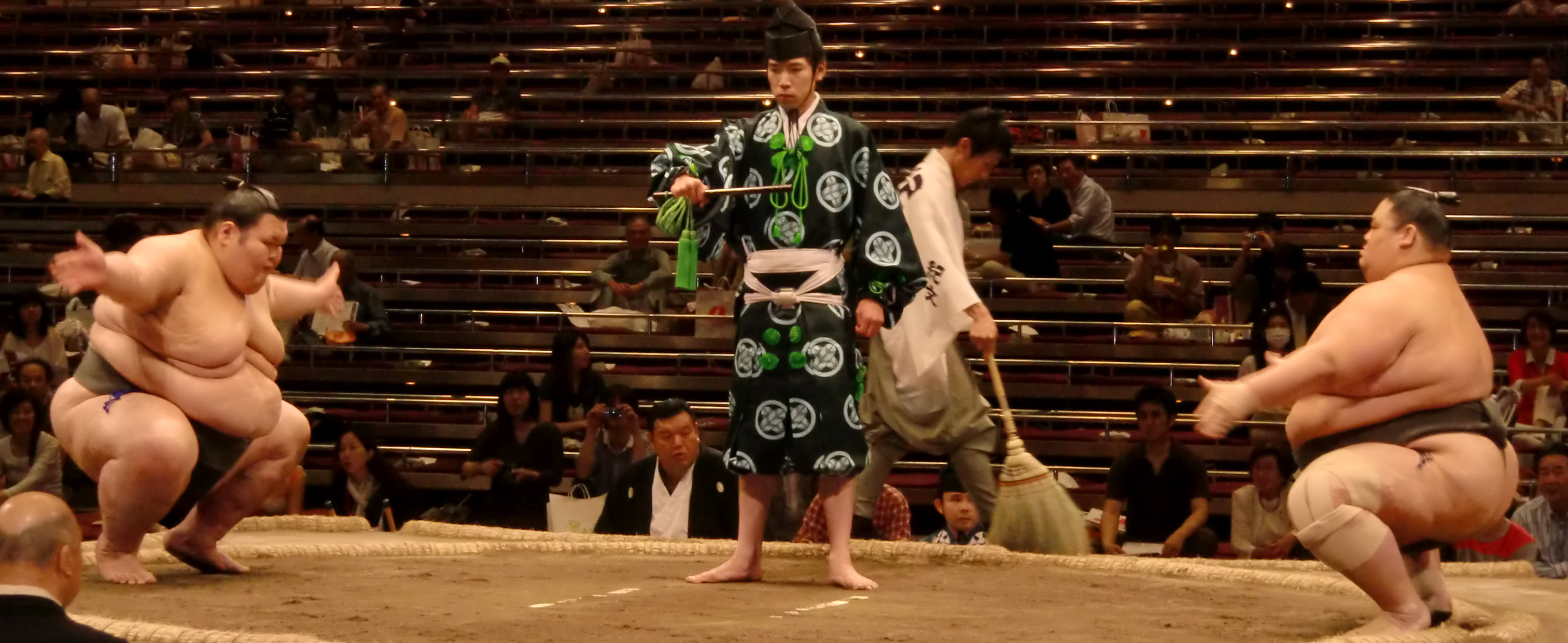
Combate del makushita.

El makushita (幕下) es la tercera división más alta en el sumo profesional. Antes de la creación de la división jūryō, esta era la segunda división más alta justo antes del makuuchi (significando detrás del telón). El término makushita significa literalmente "debajo (shita) del telón (maku)".
En el sistema actual, existen al rededor de ciento veinte luchadores en esta división (sesenta en cada lado del banzuke, Este y Oeste). A diferencia de los sekitori los cuales están por encima de ellos, los luchadores en esta división solo combaten siete veces durante cada torneo.
A menudo se considera que el obtener el rango de makushita es el primer paso para convertirse en un luchador de sumo profesional (sekitori). Además, también es considerada como la división más competitiva, dado que los luchadores más jóvenes, los cuales están intentando subir en la clasificación, tienen que enfrentarse a los más viejos que han sido degradados de la división jūryō y que están determinados a recuperar su título. Un incentivo clave es la diferencia entre estar clasificado en lo más alto del makushita a estar clasificado en lo más bajo del jūryō, lo cual ha sido comparado con estar entre el cielo y el infierno: se espera que un luchador clasificado en el makushita o más abajo asuma todas las tareas cotidianas del sekitori del establo al cual pertenece, mientras que los del jūryō son servidos y asistidos. Similarmente, un luchador del jūryō recibe un salario mensual y beneficios, mientras que un luchador del makushita solo recibe una pequeña subvención para poder vivir.
El ganar los siete combates en un torneo le garantiza al luchador del makushita una promoción directa e incondicional a la división jūryō, aunque esto solo aplica en el caso de que el luchador este clasificado entre los primeros treinta de su división. Para cualquier otro luchador del makushita, el haber registrado un rendimiento de 7-0 le garantiza un promoción a los primeros treinta de su división, por lo que el obtener un total de catorce victorias, es decir, dos 7-0, le garantiza una promoción directa e incondicional a la división jūryō.
Aquellos luchadores que se encuentren en lo más alto de la división, y con posibilidades de obtener una promoción, pueden tener un combate con algún luchador del jūryō, ya sea formando parte de los siete combates obligatorios, u ocasionalmente como una adición a los combates ya establecidos. Este octavo combate es requerido a veces como un resultado para los torneos debido al retiro por lesión de un sekitori, y usualmente es otorgado a los luchadores del makushita que han alcanzado un rendimiento de 3-4 o menos en su registro oficial de combates. El resultado de este combate es ignorado en el caso de que el luchador pierda, pero en el caso de obtener una victoria este es registrado, por lo que este combate es una oportunidad muy grande para los luchadores del makushita. Cuando el combate se lleva a cabo, el luchador del makushita podrá arreglarse su cabello con un oicho-mage completo al igual que los sekitori, pero aun deberá utilizar su mawashi de algodón sin color.
El término makushita también puede utilizarse para referirse a las cuatro divisiones por debajo del jūryō, ya que todos los luchadores en estas divisiones son considerados como aun "en entrenamiento".

## Sandanme

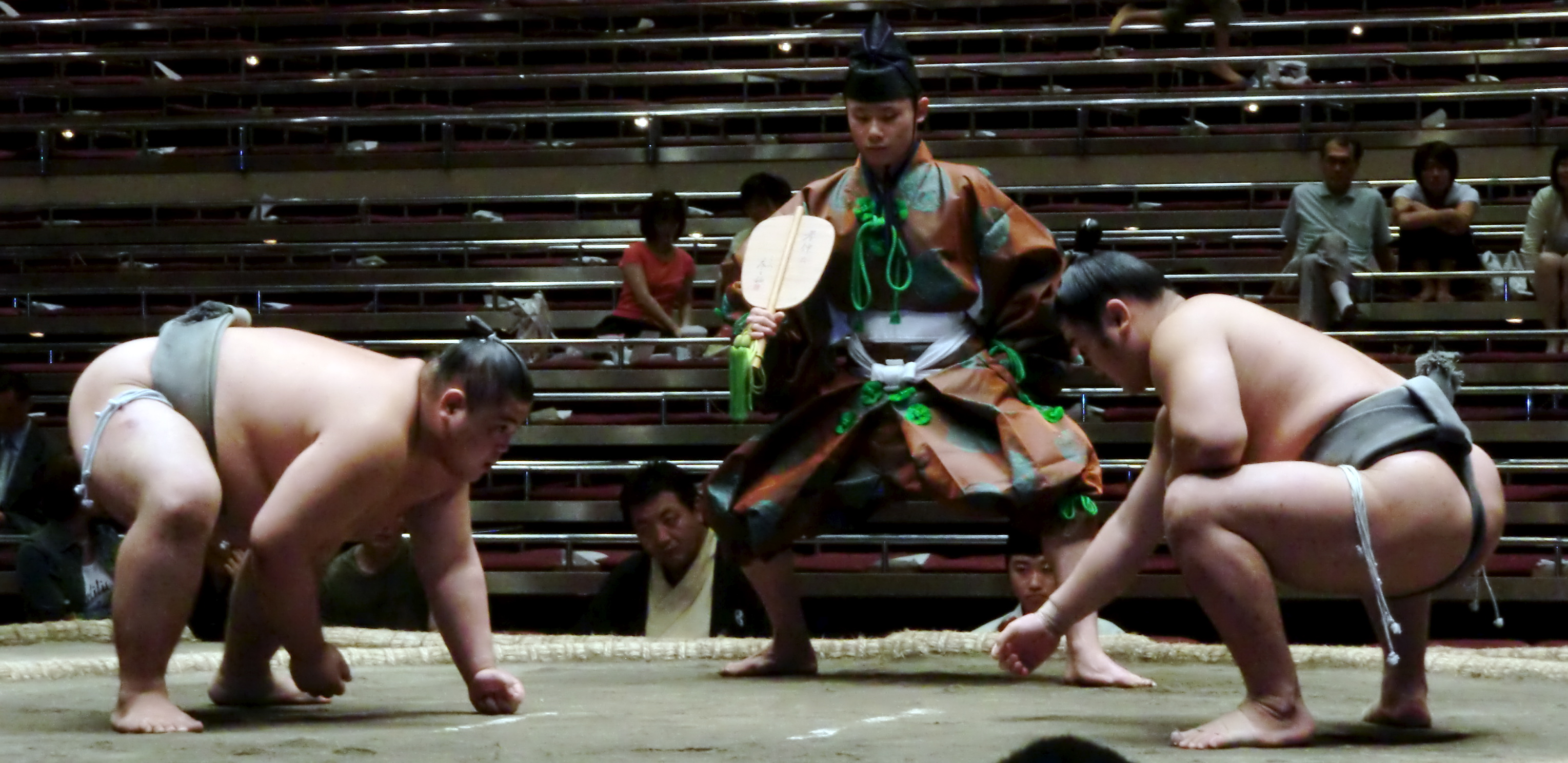
Combate del sandanme.

El sandanme (三段目) es la cuarta división más alta en el sumo profesional. Este nivel representa un primer avance en cuanto al tratamiento que recibe el luchador al ir subiendo de rango. A partir del sandanme, al luchador ya se le es permitido vestirse mejor, ya no tiene que utilizar sandalias geta y además puede utilizar una especie de bata encima de su yukata. Sin embargo, los luchadores del sandanme aun se consideran "en entrenamiento", recibiendo solo una pequeña subvención en vez de un salario. Al igual que en otras divisiones por debajo del jūryō, los luchadores solo participan en siete combates por cada torneo, llevados a cabo cada dos días aproximadamente.
La cantidad de luchadores del sandanme para cada torneo es de ciento sesenta (reducido de ciento ochenta antes del torneo de enero de 2025. Este ya había sido reducido de doscientos a partir de 2022).

## Jonidan

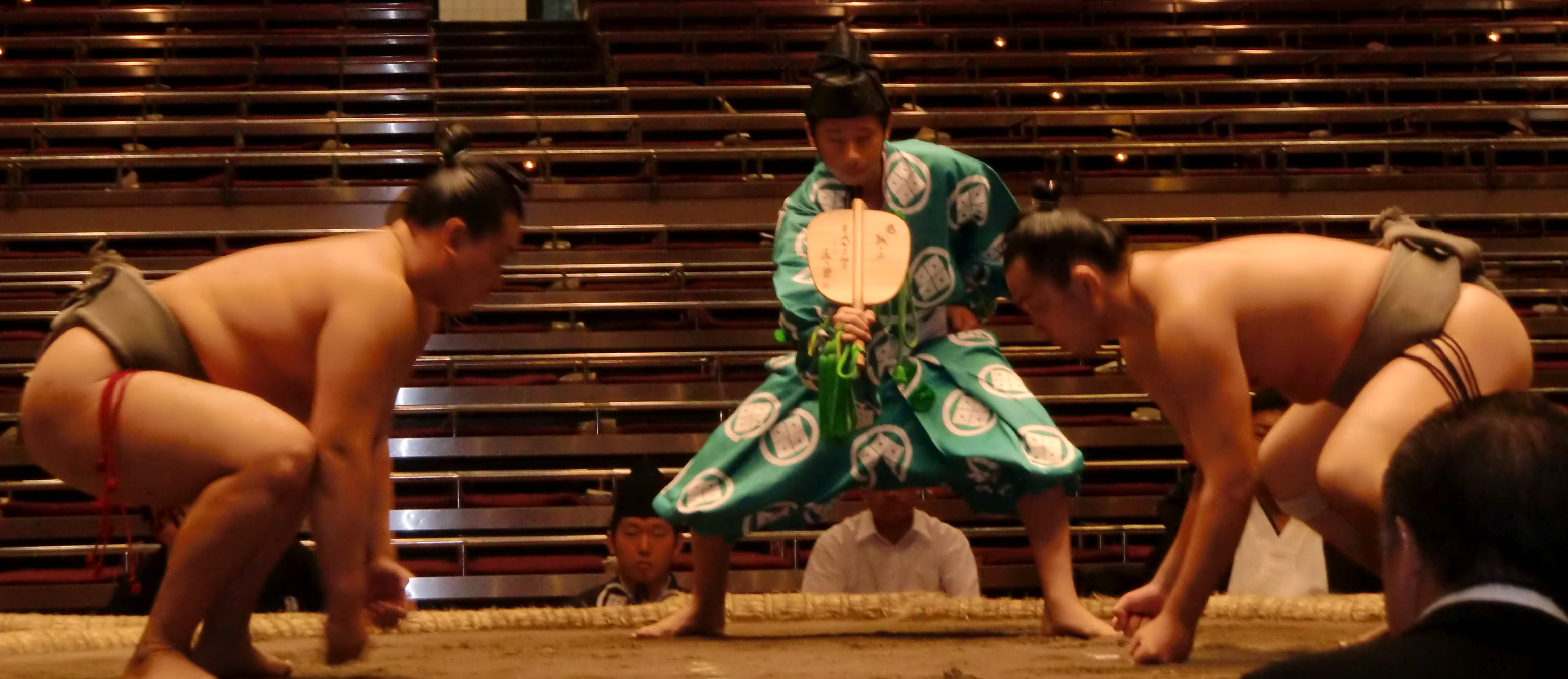
Combate del jonidan.

El jonidan (序二段) es la quinta división más alta en el sumo profesional. A diferencia de las demás divisiones por encima de esta, la cantidad de luchadores del jonidan no esta fijada en un número específico convirtiéndola en la división con más luchadores, teniendo cerca de doscientos y doscientos cincuenta luchadores clasificados dentro de ella. Debido a la gran cantidad de luchadores, y al hecho de que al igual que en otras divisiones, estos compiten durante siete combates por cada torneo, un torneo de eliminatoria es generalmente realizado en el último día para poder determinar al campeón de la división.
Los luchadores en esta división tienen prohibido utilizar batas o cualquier otra prenda encima de su yukata de algodón, incluso durante el invierno, y además deben usar sandalias geta. Estos a menudos también se encargan de las tareas mundanas dentro del establo de entrenamiento al cual pertenecen.

## Jonokuchi

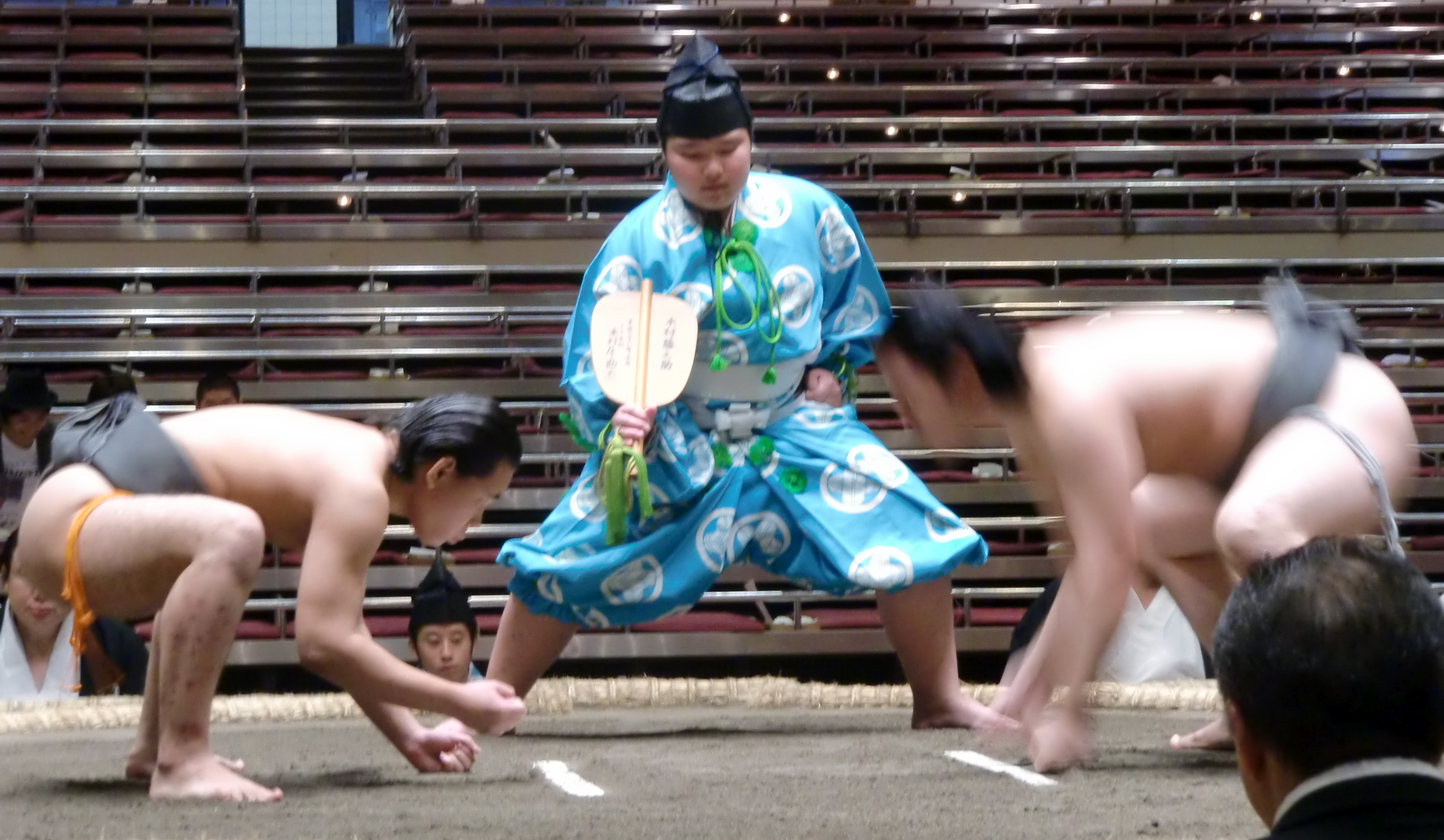
Combate del jonokuchi.

El jonokuchi (序ノ口 o 序の口) es la división más baja en el sumo profesional. Todos los luchadores, exceptuando a aquellos que hayan tenido una carrera amateur exitosa y los hayan asimilado directamente al makushita o al sandanme, tienen que empezar su carrera en esta división. En adición a los nuevos luchadores, la división tiende a consistir de nuevos reclutas en el mundo del sumo así como también de algunos luchadores viejos que han caído a lo más bajo de los rangos debido a una lesión prolongada.
La posición inicial de un nuevo luchador en la división jonokuchi esta determinado por su rendimiento en los combates de maezumō, un torneo realizado entre los nuevos luchadores al momento del gran torneo y antes de que estos sean clasificados por primera vez. La división jonokuchi varía en tamaño e incluye comúnmente entre cuarenta y noventa luchadores, alcanzando sus mejores números para cada torneo de mayo ya que la cantidad de reclutas que aparecen en los maezumō se incrementa tras haber finalizado el torneo de marzo, justo cuando termina el año escolar en Japón. Al igual que en otras divisiones bajas, los luchadores compiten durante siete combates por cada torneo. El jonokuchi es la única división en la cual los luchadores puede ser promovidos semi-regularmente incluso si estos tiene un registro de derrotas; las promociones a la siguiente división, jonidan, son muy comunes aun si los luchadores tienen un registro de derrotas, especialmente durante el torneo de mayo cuando la afluencia de nuevos reclutas es mucho mayor.
La palabra jonokuchi es también utilizada como una expresión para describir cuando algo ha comenzado.